# Alexis Domínguez
Alexis Domínguez (General Acha, La Pampa, Argentina; 30 de octubre de 1996) es un futbolista argentino. Juega como delantero y su equipo actual es Aldosivi de la Primera División Argentina.

## Trayectoria
Surgido de las inferiores del C. A. San Lorenzo de Almagro, debutó profesionalmente de la mano de Omar Labruna en Gimnasia y Esgrima de Mendoza durante el Torneo Federal A 2016. 
En 2015 firma su primer contrato con San Lorenzo de Almagro. Luego conseguiría el título de la división reserva, título que San Lorenzo no conseguía desde 1999.
En enero de 2016 es cedido a préstamo al club Gimnasia de Mendoza, para realizar la pretemporada junto con el primer equipo. El 13 de abril debuta como profesional entrando en el segundo tiempo en el partido Gimnasia y Esgrima frente a Gutiérrez Sport Club, en el que su club gana el encuentro por 2-1.
En julio de 2016 es cedido a préstamo al club Universidad de San Martín de Porres, donde jugó 25 partidos y marcó 3 goles.
En julio de 2017 vuelve del préstamo a su club San Lorenzo de Almagro en donde es tenido y cuenta y marca 4 goles en 5 partidos para la institución.
Un año después, en julio de 2018, obtiene su segunda experiencia internacional al ser cedido a préstamo al Guayaquil City F. C. de Ecuador. A final de temporada consigue marcar 3 goles en la Serie A ecuatoriana a pesar del mal rendimiento de su equipo.
En 2019 fue una de las figuras del fútbol ecuatoriano ya que en su nuevo club Independiente del Valle lleva anotados 12 goles, 2 de ellos, enfrentando al C. D. Universidad Católica en la Copa Ecuador donde gracias a su gran actuación llevó a su equipo a octavos de final en una clasificación histórica.
Vino a su país natal para jugar en Estudiantes de Buenos Aires donde jugó 6 partidos y convirtió un gol. 
Luego de la pandemia llegó a Tristán Suárez, siendo figura y goleador de la Primera Nacional, convirtió 8 goles en 17 partidos jugados  
Actualmente se desempeña en Gimnasia y Esgrima de La Plata.

## Estadísticas

### Clubes
Actualizado hasta su último partido disputado el 2 de agosto de 2025.
| Club                              | Div.          | Temporada     | Liga  | Liga  | Copas nacionales | Copas nacionales | Torneos internacionales | Torneos internacionales | Total | Total | Media goleadora |
| Club                              | Div.          | Temporada     | Part. | Goles | Part.            | Goles            | Part.                   | Goles                   | Part. | Goles | Media goleadora |
| --------------------------------- | ------------- | ------------- | ----- | ----- | ---------------- | ---------------- | ----------------------- | ----------------------- | ----- | ----- | --------------- |
| Gimnasia y Esgrima (M) Argentina  | 3.ª           | 2016          | 1     | 0     | —                | —                | —                       | —                       | 1     | 0     | 0.00            |
| Gimnasia y Esgrima (M) Argentina  | Total club    | Total club    | 1     | 0     | 0                | 0                | 0                       | 0                       | 1     | 0     | 0.00            |
| Universidad San Martín · Perú     | 1.ª           | 2016          | 11    | 2     | —                | —                | —                       | —                       | 11    | 2     | 0.18            |
| Universidad San Martín · Perú     | 1.ª           | 2017          | 13    | 1     | —                | —                | —                       | —                       | 13    | 1     | 0.08            |
| Universidad San Martín · Perú     | Total club    | Total club    | 24    | 3     | 0                | 0                | 0                       | 0                       | 24    | 3     | 0.12            |
| Guayaquil City F. C. · Ecuador    | 1.ª           | 2018          | 14    | 3     | —                | —                | —                       | —                       | 14    | 3     | 0.21            |
| Guayaquil City F. C. · Ecuador    | Total club    | Total club    | 14    | 3     | 0                | 0                | 0                       | 0                       | 14    | 3     | 0.21            |
| Independiente Juniors · Ecuador   | 2.ª           | 2019          | 34    | 11    | 5                | 4                | —                       | —                       | 39    | 15    | 0.38            |
| Independiente Juniors · Ecuador   | Total club    | Total club    | 34    | 11    | 5                | 4                | 0                       | 0                       | 39    | 15    | 0.38            |
| Estudiantes de Caseros Argentina  | 2.ª           | 2019-20       | 6     | 1     | —                | —                | —                       | —                       | 6     | 1     | 0.17            |
| Estudiantes de Caseros Argentina  | 2.ª           | 2020          | 1     | 0     | —                | —                | —                       | —                       | 1     | 0     | 0.00            |
| Estudiantes de Caseros Argentina  | Total club    | Total club    | 7     | 1     | 0                | 0                | 0                       | 0                       | 7     | 1     | 0.14            |
| Tristán Suárez Argentina          | 2.ª           | 2021          | 17    | 8     | —                | —                | —                       | —                       | 17    | 8     | 0.47            |
| Gimnasia y Esgrima (LP) Argentina | 1.ª           | 2021          | 9     | 0     | 1                | 0                | —                       | —                       | 10    | 0     | 0.00            |
| Gimnasia y Esgrima (LP) Argentina | 1.ª           | 2022          | 7     | 1     | —                | —                | —                       | —                       | 7     | 1     | 0.14            |
| Gimnasia y Esgrima (LP) Argentina | Total club    | Total club    | 16    | 1     | 1                | 0                | 0                       | 0                       | 17    | 1     | 0.06            |
| Barracas Central Argentina        | 1.ª           | 2023          | 17    | 1     | 13               | 2                | —                       | —                       | 30    | 3     | 0.10            |
| Barracas Central Argentina        | 1.ª           | 2024          | 14    | 1     | 15               | 3                | —                       | —                       | 29    | 4     | 0.14            |
| Barracas Central Argentina        | Total club    | Total club    | 31    | 2     | 28               | 5                | 0                       | 0                       | 59    | 7     | 0.12            |
| C. A. Aldosivi Argentina          | 1.ª           | 2025          | 10    | 0     | —                | —                | —                       | —                       | 10    | 0     | 0.00            |
| C. A. Aldosivi Argentina          | Total club    | Total club    | 10    | 0     | 0                | 0                | 0                       | 0                       | 10    | 0     | 0.00            |
| Tristán Suárez Argentina          | 2.ª           | 2025          | 7     | 2     | —                | —                | —                       | —                       | 7     | 2     | 0.29            |
| Tristán Suárez Argentina          | Total club    | Total club    | 24    | 10    | 0                | 0                | 0                       | 0                       | 24    | 10    | 0.42            |
| Total carrera                     | Total carrera | Total carrera | 161   | 31    | 34               | 9                | 0                       | 0                       | 195   | 40    | 0.20            |
| 1. 2.                             |               |               |       |       |                  |                  |                         |                         |       |       |                 |